# Romanus Iulianus

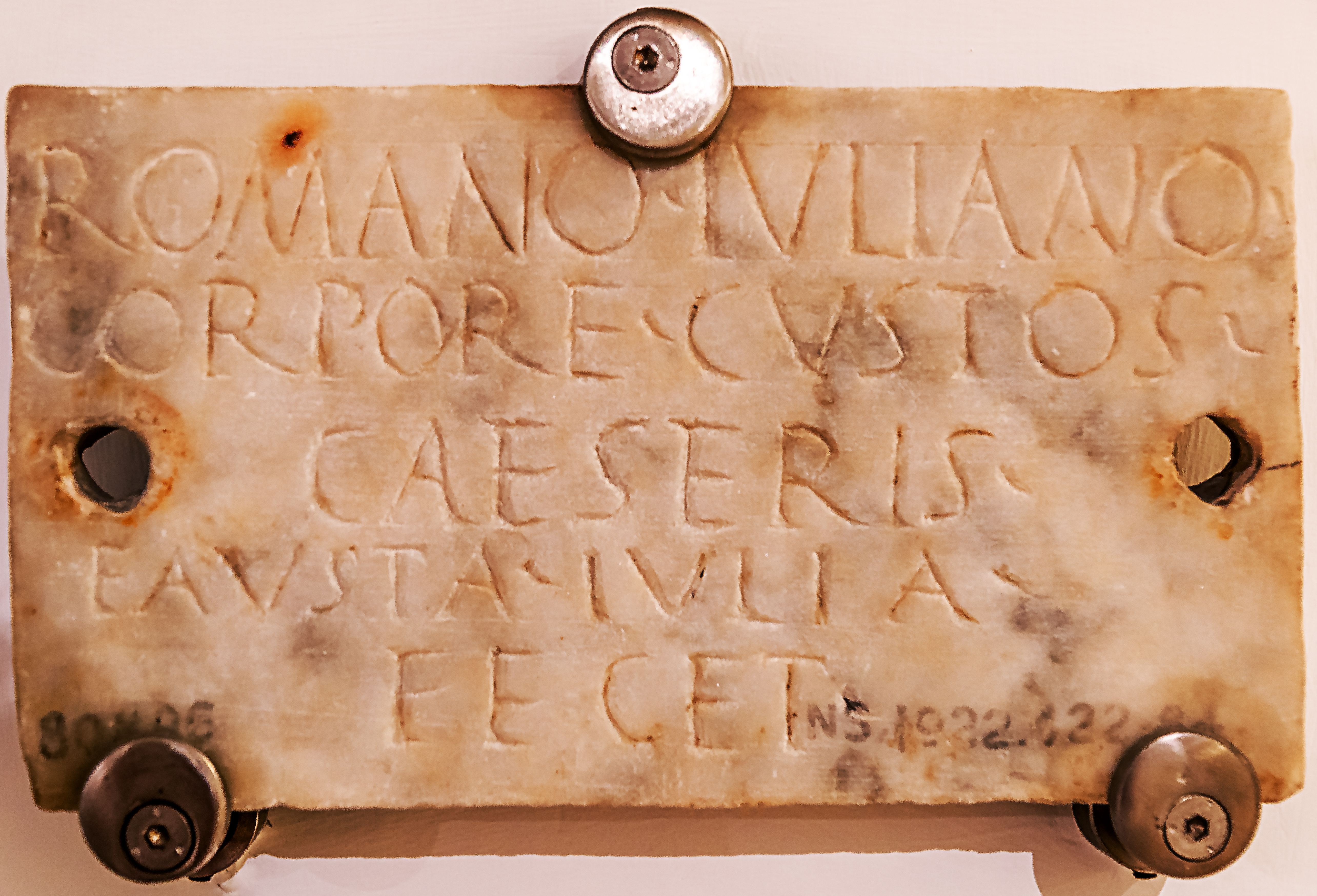
Die Grabinschrift des germanischen kaiserlichen Leibwächters Romanus Iulianus aus dem 1. Jahrhundert (AE 1923, 73)

Romanus Iulianus lebte in der ersten Hälfte des ersten 1. Jahrhunderts und war vermutlich bis zu seinem Tod ein Angehöriger der persönlichen germanischen Leibwache (Germani corporis custodes) des römischen Kaisers. Er stammte vermutlich aus dem germanischen Volksstamm der Bataver, möglicherweise, aber weniger wahrscheinlich, aus dem der Ubier. Aus diesen westgermanischen Volksgruppen, die als zuverlässige Bundesgenossen Roms galten, wurden vornehmlich die freien Männer für den Dienst in der paramilitärisch organisierten Einheit angeworben.
Bis zum Herrschaftsantritt des Claudius war es üblich, dass insbesondere die nächsten männlichen Verwandten des Kaisers eine eigene Leibwache hatten. Claudius unterhielt vor seiner Erhebung zum Kaiser, neben einiger persönlicher Leibwächter in seiner engsten Umgebung, eine in Dekurien gegliederte Einheit germanischer Leibwachen.
Es ist anzunehmen, dass Romanus Iulianus, bevor er in die Dienste des Kaisers eintrat, der privaten Leibwache einer oder eines nicht genau zu bestimmenden Angehörigen aus dem julisch-claudischen Haus zugeteilt war. In diesem Umfeld hatte er eine Fausta Iulia zur Frau genommen, die ihm nach seinem Tod eine Grabinschrift (titulus) an der Via Portuensis vor der römischen Stadtmauer setzen ließ. Die moderne Forschung nimmt an, dass Fausta Iulia die Tochter eines Freigelassenen war, der als Sklave zuvor, wie der germanische Peregrinus Romanus Iulianus, in dem nicht näher bekannten Haushalt eines Mitglieds des Kaiserhauses gedient hatte.
In der Regel kehrten die bis dahin grundsätzlich ledig gebliebenen Angehörigen der Germani corporis custodes nach Ablauf der Dienstzeit in ihre Heimat zurück. Die ehrenvolle Entlassung, die als Kapital zu einer Existenzgründung diente, beinhaltete eine Geldzuweisung und die Verleihung des römischen Bürgerrechts.
Der Werdegang des Leibwächters Romanus Iulianus stellt eine der in der modernen Forschung bekannten Ausnahmen dar. Er nahm eine Römerin zur Frau und verblieb bis zu seinem Ableben in Rom. Es ist nicht unwahrscheinlich, dass ihm das römische Bürgerrecht noch im aktiven Dienst verliehen wurde.